# Société professionnelle des auteurs et compositeurs du Québec
La Société professionnelle des auteurs et compositeurs du Québec (SPACQ) est une société qui a été créée pour défendre les intérêts moraux, professionnels et économiques des auteurs et des compositeurs du Québec.

## Historique
La société a été fondée en mai 1981 par Luc Plamondon, Diane Juster et Lise Aubut. Avec d'autres collaborateurs, dont Gilles Vigneault, Stéphane Venne et François Cousineau, ils forment le premier conseil d'administration de la Société.
La SPACQ occupe maintenant une place importante dans le milieu de la musique au Canada. La Société regroupe aujourd'hui plus de 600 membres. Elle négocie des ententes collectives avec de nombreux producteurs et diffuseurs, offre des services juridiques, des ateliers de perfectionnement et des causeries avec de grands noms de la chanson québécoise et du reste de la Francophonie.
La SPACQ dispose également d'une Fondation, qui remet chaque année des prix à des auteurs-compositeurs québécois,. 
La SPACQ est membre de la Coalition pour la diversité des expressions culturelles. 